# Jean de Gribaldy
Jean de Gribaldy (Besançon, 18 juli 1922 – Voray-sur-l'Ognon, 2 januari 1987) was een Frans wielrenner, ploegleider en zakenman.

## Levensloop
Jean de Gribaldy was een boerenzoon uit Besançon. Hij was een verre nazaat van de Italiaanse adellijke familie De Gribaldi, die zich in de 16e eeuw in Savoye had gevestigd. Het blauwe bloed zorgde ervoor dat Gribaldy in de wielerwereld bekendstond als Le Vicomte (officieel de burggraaf, in de Nederlandstalige media vertaald als De graaf). Gribaldy werd horlogemaker en was gedurende de Tweede Wereldoorlog een verdienstelijk amateurrenner. Direct na de oorlog kreeg hij een contract bij de wielerploeg Peugeot.
Jean de Gribaldy reed drie keer de Ronde van Frankrijk; in 1947, 1948 en 1952. In de Tour van 1948 gaf hij vermoeid op, op het moment dat hij in de zestiende etappe door zijn woonplaats kwam. Bij de andere deelnames eindigde hij als respectievelijk 46e en 45e. Hoewel zijn klassering het niet doet vermoeden, stond Gribaldy vooral bekend als klimmer. Hij won gedurende zijn loopbaan twee koersen, het Critérium du Ballon d'Alsace in 1946 en de Tour du Doubs van 1948. In 1948 werd hij tweede in Parijs-Limoges en in 1952 tiende in Luik-Bastenaken-Luik. In 1954 beëindigde hij zijn carrière nadat hij bij een val zijn schouderblad brak. Gribaldy had op dat moment al enkele fietswinkels in Besançon en breidde zijn zeer succesvolle handel uit met huishoudelijke elektronica.
Tien jaar later keerde hij terug in de wielerwereld, als ploegleider. Hij stond bekend om vooruitstrevende ideeën. Zo belegde hij met zijn ploeg winterstages aan de Côte d'Azur om optimaal geprepareerd te zijn voor de voorjaarskoersen en schreef hij zijn renners specifieke diëten en trainingsschema's voor, ver voordat andere ploegleiders dat deden. Hij geldt als ontdekker van verschillende renners. Zo is zijn naam onlosmakelijk verbonden met die van de Ier Seán Kelly, die hij in 1976 persoonlijk de profwielerwereld binnenhaalde en die hij vervolgens jaren onder zijn hoede had. Daarvoor was de Portugees Joaquim Agostinho, die hij in 1968 in zijn team opnam, zijn belangrijkste pupil. Onder zijn leiding won Michel Laurent in 1976 Parijs-Nice, de jonge Steven Rooks in 1983 Luik-Bastenaken-Luik en Eric Caritoux in 1984 de Ronde van Spanje. Gribaldy stond niet alleen bekend om zijn neus voor nieuw talent. Ook gaf hij regelmatig elders afgeschreven renners met succes een nieuwe kans.
Jean de Gribaldy verongelukte in 1987 op 64-jarige leeftijd. In het dorp Voray-sur-l'Ognon was hij in zijn auto onwel geworden en tegen een huis aangereden. In zijn woonplaats Besançon houdt men zijn nagedachtenis sinds 1994 in ere met een naar hem genoemde straat, de Montée Jean de Gribaldy.

## Resultaten in voornaamste wedstrijden
| Jaar | Ronde van Italië | Ronde van Frankrijk | Ronde van Spanje |
| ---- | ---------------- | ------------------- | ---------------- |
| 1945 |                  |                     |                  |
| 1947 |                  | 46e                 |                  |
| 1948 | opgave           | opgave              |                  |
| 1949 |                  |                     |                  |
| 1950 |                  |                     |                  |
| 1952 |                  | 45e                 |                  |

| Jaar | Milaan-San Remo | Parijs-Roubaix | Luik-Bast.‑Luik | Parijs-Tours |
| ---- | --------------- | -------------- | --------------- | ------------ |
| 1945 |                 | 28e            |                 |              |
| 1947 |                 |                |                 |              |
| 1948 |                 |                |                 |              |
| 1949 | 64e             | 90e            |                 | 16e          |
| 1950 | 9e              |                |                 |              |
| 1952 |                 |                | 10e             |              |